# چشم‌سفید چشم‌برهنه
چشم‌سفید چشم خط‌دار (نام علمی: Woodfordia superciliosa) نام یک گونه از سرده چشم‌سفید وودفورد است. این گونه بوم‌زاد جزیره رنل در مجمع الجزایر سلیمان است. از این پرنده به علت مخفی کاری اطلاعات زیادی موجود نیست.